# SN型电力动车组
SN型电力动车组（俄语：Электросекция СН）是苏联铁路的电力动车组车型之一，适用于供电制式为3000伏直流电的电气化铁路，由位于拉脱维亚的里加车辆制造厂设计制造。SN型电力动车组是在S型电力动车组基础上改进而成的实验性车型，采用了新型牵引电动机及架悬式转向架，最高运行速度为130公里/小时。这种列车虽然未投入批量生产，但为后来取得极大成功的ER1、ER2型电力动车组奠定了基础。

## 发展历史
苏联的S型电力动车组系列从1929年开始生产，构造速度为85公里/小时，牵引电动机在转向架上采用抱轴式半悬挂的安装方式，牵引电动机的一端安装在转向架构架上，而另一端通过抱轴承刚性抱合在车轴上。抱轴式悬挂虽然结构简单，但由于簧下质量较大，产生较大的轮轨作用力，因而限制了列车允许运行速度的进一步提高。1950年，全苏铁道运输科学研究院提出来新一代通勤电力动车组的设计方案，列车设计用于3000伏直流电气化铁路，可采用“一动二拖”或“一动一拖”为基本动力单元，设有电阻制动。车体采用低合金钢焊接结构，车体长度为23.6米，符合2В车辆限界。为了提高运行速度和改善运行品质，牵引电动机采用架悬式全悬挂的安装方式，将牵引电机整个悬挂在转向架构架上，使列车构造速度提高到130公里/小时。经过技术研究和论证，对最初的设计方案又进行了调整，最终确定采用“一动二拖”为基本动力单元、车体长度19.3米、不设电阻制动的方案作进一步发展。
1953年，里加车辆制造厂、迪纳摩电气工厂和里加电机制造厂开始按上述技术方案研制下一代的电力动车组，里加车辆制造厂仅负责制造车体和转向架等机械机构部分及总组装，而电气设备则由后两者提供。1954年，里加电机制造厂试制出第一组原型车，被定型为SN型电力动车组。1955年1月，列车在里加完成初步试验后，于同年2月先后在全苏铁道运输科学研究院的环形铁道试验线，以及十月铁路局管内莫斯科至克林区段进行了试运行。同年，里加车辆制造厂又试制了第二组列车。1958年起，两列SN型电力动车组先后配属十月铁路局、北方铁路局和斯维尔德洛夫斯克铁路局投入服务，与此同时，两列火车合并成一列火车（6辆货车），至1962年报废。

SN型电力动车组为三节编组，辆带司机室的头部控制拖车，辆中间车（动车），辆中间拖车（它有一个小控制舱）。在小型控制舱附近有一扇门，用于过渡到另一辆车，但没有照明装置。因此，不可能在夜间运输时从这里安全地操作列车，小客舱可以用于机动（作为一个例子）。因此，具有小控制舱的汽车被认为是中间的。
他们的号码印在汽车的两侧，头拖车03XXX，间动车02XXX，间拖车04XXX（而不是字母XXX，有一个三位数的电动火车号码）。
传动系统为直—直流电传动，每辆动车装有两台受电弓及四台牵引电动机，牵引电动机为ДК106型直流串励电动机，小时功率为200千瓦，额定电压为1500伏。动车和拖车重量分别为61.2吨和43.5吨，列车的单位功率重量为5.3千瓦/吨，比SR型电力动车组的4.76千瓦/吨提高了11%。转向架采用焊接构架及滚珠轴承轴箱，动力转向架采用牵引电动机架悬式悬挂，以减轻簧下质量，并减少电机承受从轨道传递而来的振动冲击，牵引电动机通过弹性联轴器向车轴齿轮箱传递扭矩；而拖车转向架则与SR3型电力动车组相同。此外，SN型电力动车组另一特点是部分辅助设备，包括空气压缩机、电动发电机等，从动车转移到拖车上。